# Thủy điện Sông Lô 6
Thủy điện Sông Lô 6 là công trình thủy điện xây dựng trên sông Lô tại vùng đất các xã Vĩnh Hảo huyện Bắc Quang tỉnh Hà Giang và xã Yên Thuận huyện Hàm Yên tỉnh Tuyên Quang, Việt Nam .
Thủy điện Sông Lô 6 có công suất lắp máy 48 MW với 3 tổ máy, sản lượng điện hàng năm khoảng 187,25 triệu KWh, khởi công tháng 9/2015 dự kiến hoàn thành giữa năm 2018 .
Phía thượng nguồn sông Lô có Thủy điện Sông Lô 4 22°32′41″B 104°54′41″Đ / 22,54472°B 104,91139°Đ.

## Tác động môi trường dân sinh
Đoàn ĐBQH khóa XIV tỉnh Hà Giang tiếp xúc cử tri tại 2 xã Tân Thành, Hùng An huyện Bắc Quang, đã xác định đến tháng 5/2019 Dự án thủy điện Sông Lô 6 chưa thực hiện đầy đủ bồi thường giải phóng mặt bằng để người dân các xã ở huyện Bắc Quang chịu ảnh hưởng ổn định cuộc sống, để lại các vụ tranh chấp đất đai kéo dài nhiều năm.
Đến tháng 3/2021 việc đền bù tài sản của các hộ dân lại chưa được xem xét một cách thấu đáo, dẫn đến khiếu kiện kéo dài.